# ヘンドリック・カシミール1世 (ナッサウ＝ディーツ伯)
ヘンドリック・カシミール1世またはハインリヒ・カジミール1世（蘭:Hendrik Casimir I van Nassau-Dietz；独:Heinrich Casimir I. von Nassau-Dietz, 1612年1月31日 - 1640年6月13日）は、ナッサウ＝ディーツ伯（在位：1632年 - 1640年）、フリースラント州、フローニンゲン州、ドレンテ州の総督。ナッサウ＝ディーツ伯エルンスト・カシミールとその妻でブラウンシュヴァイク＝ヴォルフェンビュッテル公ハインリヒ・ユリウスの娘であるゾフィー・ヘートヴィヒの間の長男として生まれた。

## 生涯
1619年、プロテスタント系のドイツ騎士団ユトレヒト大管区の補佐司教に選出され、翌1620年にはユトレヒト大管区長となった。とはいえわずか8歳のヘンドリック・カシミールの大管区長選出は形式上のもので、成年に達するまでは父親のエルンスト・カシミールが息子の職務を代行した。ヘンドリック・カシミールが大管区長としての職務を始めたのは1630年になってからだった。
1632年、父の死と同時にナッサウ＝ディーツ伯爵位を相続し、父が勤めていたフリースラント、フローニンゲン、ドレンテの3州の総督職も受け継いだ。ナッサウ＝ディーツ家領はカッツェンエルンボーゲン伯領、ヴィアンダン伯領、ディーツ伯領、シュピーゲルベルク伯領（Grafen von Spiegelberg）、ビールシュタイン荘園（Bielstein）、リースフェルト男爵領から構成されていた。
1640年6月12日、ヘンドリック・カシミール1世はフルスト近郊での戦闘中に負傷し、その翌日に傷がもとで28歳の若さで亡くなった。遺骸はレーワルデンに葬られ、弟のウィレム・フレデリックが後継者となった。
| 公職                        | 公職                                                               | 公職                        |
| --------------------------- | ------------------------------------------------------------------ | --------------------------- |
| 先代 エルンスト・カシミール | フリースラント州・フローニンゲン州・ドレンテ州総督 1632年 - 1640年 | 次代 ウィレム・フレデリック |
| 爵位・家督                  |                                                                    |                             |
| 先代 エルンスト・カシミール | ナッサウ＝ディーツ伯 1632年 - 1640年                               | 次代 ウィレム・フレデリック |